# Gallos Blancos de Hermosillo
Gallos Blancos de Hermosillo ist ein ehemaliger mexikanischer Fußballverein aus Hermosillo, der Hauptstadt des Bundesstaates Sonora. Der Verein bestand nur in den Jahren 1995 und 1996, nahm in der Saison 1995/96 am Spielbetrieb der zweitklassigen  Primera División 'A' teil und wirkte in den Pokalturnieren der Spielzeiten 1995/96 und 1996/97 mit.

## Geschichte
In ihrer einzigen Zweitliga-Saison 1995/96 erreichten die Gallos Blancos die Finalspiele gegen den CF Pachuca, die zweimal mit 1:2 verloren wurden, so dass der Aufstieg in die höchste Spielklasse den Tuzos vorbehalten war. Auch im Pokalturnier der Saison 1995/96 sorgte die Mannschaft aus Hermosillo für Furore und schaltete die Erstligisten Tiburones Rojos Veracruz (4:3 im Elfmeterschießen nach einem 2:2 in der regulären Spielzeit) und Atlético Celaya (2:0) aus, wobei der Brasilianer Valtencir Gomes drei der vier Tore erzielte. Im Viertelfinale trotzten die Gallos den Tigres de la UANL in der regulären Spielzeit ein 1:1 ab, scheiterten aber mit 2:4 im anschließenden Elfmeterschießen.
Obwohl in der darauffolgenden Saison 1996/97 nicht mehr im Ligabetrieb vertreten, nahmen die Gallos noch einmal am vor Saisonbeginn ausgetragenen Pokalturnier 1996/97 teil, wo sie allerdings in der aus acht Mannschaften bestehenden Vorrundengruppe den letzten Platz belegten. Erfolgreichster Torschütze des Teams aus Sonora war diesmal Juan Colorado, der insgesamt drei Treffer erzielte.

## Erfolge
- Vizemeister der Primera División 'A': 1995/96